# Arte de los nuevos medios
Arte de los nuevos medios (en inglés: new media art) es una forma de arte, que hace referencia a las obras creadas o que incorporan el uso de las nuevas tecnologías. El término media art ha sido ampliamente utilizado y, a partir del uso de tecnologías multimedia y telemáticas en la producción artística, se introdujo la acepción “new” media art, para diferenciarla de las tendencias vinculadas a la electrónica. Hoy en día se debate sobre la necesidad de seguir utilizando el término “nuevo”, ya que los medios ya están ampliamente integrados y asimilados. A menudo se utilizan indistintamente como sinónimos del arte de los nuevos medios categorizaciones precedentes como arte digital, arte electrónico, arte multimedia y arte interactivo. Con "arte de los nuevos medios" nos referimos a obras que se sirven de las tecnologías de los medios de comunicación emergentes y exploran las posibilidades culturales, políticas y estéticas de los mismos. Abarca un conjunto bastante amplio de manifestaciones artísticas: videoarte, arte de transmisión, instalaciones multimedia, arte interactivo, net art, fotomontaje digital, realidad virtual, mediaperformances, cine expandido, experimental, inteligencia artificial y telepresencia, entre otras, es decir, aquellas que utilizan el soporte audiovisual electrónico o digital en el proceso de producción o exhibición. Internet es un recurso clave para los artistas de esta corriente, así como el vídeo y los juegos de ordenador, las cámaras de seguridad, la telefonía inalámbrica, los miniordenadores portátiles y los sistemas de navegación GPS. Los autores, al emplear estas tecnologías con una intención crítica o experimental, las redefinen como medios artísticos. Las obras de media art requieren una teoría estética acorde con las nuevas prácticas y formatos característicos, como sus modelos basados en los procesos, contextos, interacciones o simulaciones. En este sentido, se ha desarrollado la teoría de la estética digital.  Hoy en día el arte está en una transición de posproducción, donde la obra de arte y el artista ya no se preguntan qué es lo nuevo y qué se puede hacer, sino que se cuestionan "qué se puede hacer con". A partir de esto, el artista empieza a navegar por los mares de los nuevos medios, permitiéndose experimentar nuevas herramientas y maneras de mirar a la hora de elaborar una obra de arte.

## Antecedentes artísticos
A pesar de que el arte de los nuevos medios es un concepto artístico nuevo, tiene sus raíces conceptuales y estéticas en algunos de los movimientos artísticos del siglo XX.

### Dadaísmo
Diversas características del dadaísmo se reflejan en algunas manifestaciones del arte de los nuevos medios, como en los fotomontajes, técnica creada por el Cubismo, que consistía en superponer elementos fotográficos para crear una obra única, influenciada por el cubismo. A su vez se desarrollaron otras técnicas como el ready-made, que era similar al collage, pero en este caso, un solo objeto intervenía  una obra artística para darle una significación completamente diferente. El uso de la ironía y el absurdo son recursos presentes.

### Estridentismo
El estridentismo fue un movimiento artístico interdisciplinario que se inició en 1921 en México, influido por la Revolución mexicana y por la revolución tecnológica que se dio con la llegada al país de la cámara fotográfica, la máquina de escribir, y la radio entre otros dispositivos.  El movimiento estridentista recibió influencias también de otras vanguardias como el futurismo, el cubismo y el dadaísmo.    

### Pop Art
De la misma forma que en la pintura y escultura pop, muchas obras de nuevos medios hacen referencia a la cultura comercial, cuando no están directamente inmersos en ella. Mediante la reproducción de imágenes de anuncios, cómics y revistas con técnicas artísticas (óleo sobre lienzo, por ejemplo), el Pop Art procuraba en última instancia distanciarse de la cultura popular en la que estaba inspirado. Por el contrario, los artistas de las nuevas tecnologías tienden a trabajar con los mismos medios de los que se sirven en lugar de reacondicionarlos en formatos más acordes con las convenciones del mundo artístico. 

### Arte Conceptual
A menudo, el arte de los nuevos medios también se centra más en las ideas que en los objetos.

## Movimiento artístico
El arte de los nuevos medios apareció en un clima de fragmentación artística extrema a finales del siglo XX como el Happening, Fluxus, y el Videoarte. Wolf Vostell introdujo en sus obras el televisor a partir del 1958. En la década de 1970 coexistían diferentes movimientos (arte conceptual, arte feminista, land art, media art, arte de la performance...). En los ochenta, se produjo un colapso del mercado artístico y aparecieron múltiples micromovimientos; ya en los noventa, el arte contemporáneo continuó floreciendo, pero la práctica artística no cristalizaba en movimientos definidos. La aparición de los primeros navegadores de Internet catalizó el nacimiento del arte de los nuevos medios como movimiento. Sus integrantes vieron en Internet una herramienta artística accesible con la que explorar la relación cambiante entre tecnología y cultura. También los avances en el Software y Hardware de los ordenadores personales contribuyeron al desarrollo de la corriente al ofrecer, por un precio asequible, las prestaciones necesarias para manipular imágenes, crear maquetas tridimensionales, diseñar páginas web y editar videos y sonidos con garantías.

## Características

### Colaboración y participación
Los artistas de los nuevos medios suelen trabajar en régimen de cooperación. En primer lugar, esto se debe a que muchos proyectos de nuevos medios necesitan una amplia gama de aptitudes tecnológicas y artísticas para ser llevados a cabo. En segundo lugar, el motivo de la colaboración es de carácter más ideológico que práctico. De esta manera, los artistas multimedia desafían el tópico del artista como genio solitario.  En cuanto a la participación, en ocasiones, las manifestaciones del arte de los nuevos medios necesitan al público para interactuar con la obra o participar en su producción.

### El arte de la apropiación
En esta corriente artística la apropiación es algo muy habitual. Internet y las redes de intercambio de archivos permiten a los artistas acceder fácilmente a imágenes, sonidos, textos y otros recursos. Los artistas rompen con la idea de que crear algo de la nada es mejor que tomar algo prestado y modificarlo. Algunos de los artistas optan por el código abierto, es decir, tienden a hacer suyo material ajeno, colaboran con otros artistas y su obra está a disposición de otros. A menudo, los artistas de los nuevos medios se muestran fascinados por el pasado y reinterpretan tecnologías digitales obsoletas.

## Categorías precedentes

### Arte digital
El arte digital es una disciplina creativa de las artes plásticas, una nueva preferencia surgida en torno a la aplicación de programas vectoriales y rasterizadores, que comprende obras en las que se utilizan elementos digitales que son imprescindibles en el proceso de producción o en su exhibición, es decir, trabajos que se elaboran a partir de una tecnología informática. Estas obras son manifestadas mediante soportes digitales o al menos tecnológicamente avanzados. Esta tendencia engaña al espectador, ya que lo que él ve no es ni una representación naturalista ni tampoco es lo que está representando.

### Arte electrónico
El arte electrónico se convirtió en un nuevo modo de expresar nuestras visiones, emociones, esperanzas, miedos, interrogantes y preocupaciones, en una sociedad que progresa hacia la tecnologización de los cuerpos (de lo biológico) y la transformación de la vida, en la que nos movemos entre espacios reales y virtuales, entre espacios físicos y mentales.
Tecnologías y disciplinas científicas configuran, a menudo, las distintas formas del Arte Electrónico. Por ejemplo, se habla de VR ART, o sea de Arte de RV, o directamente de Realidad Virtual, que es la denominación de dicha disciplina, o de Arte de realidad virtual, igual que de Net-Art (El Arte de la red).

### Arte multimedia
Se refiere a la técnica de combinar varios medios en una sola composición. También es conocido como "técnica mixta". Los artistas suelen crear nuevos métodos personales, utilizando combinaciones de materiales artísticos de diferentes maneras. De esta manera, las nuevas técnicas forman parte de su singular estilo artístico. Este tipo de arte implica muchos medios simultáneos, sonidos, texturas, y sobre todo imágenes, manipuladas y combinadas en un solo soporte computacional.

### Arte interactivo
Es una forma de arte donde el espectador participa para lograr el propósito de la obra, lo cual se puede lograr dejando que el observador "se pasee" e interactúe con la instalación artística. Otros pueden pedirle al espectador o al artista hacer parte de sus obras de arte. Las obras en esta categoría a menudo disponen de computadoras, sensores e interfaces para responder a los cambios meteorológicos, calor, movimiento u otros tipos de entradas programadas por el fabricante para responder a ellos.

## Manifestaciones
Los artistas de los nuevos medios utilizan diversos canales para manifestarse; a continuación se citan algunas vías.

### Arte e Internet
El desarrollo de las tecnologías telemáticas atrajo no sólo al mundo universitario y empresarial, sino también al del arte. A partir de la década de 1980, los artistas empezaron a experimentar con la creación en red y con el desarrollo de un lenguaje específico del medio. Se formaron grupos en torno a comunidades artísticas virtuales y, entre 1993 y 1994, fueron creadas las primeras obras de net art o web art.
En el arte de los nuevos medios se utiliza Internet para producir entornos en red que imiten de manera convincente la estética y retórica de las grandes multinacionales. Los artistas reinterpretan logotipos, nombres registrados y eslóganes. El colectivo artístico ®™ark  ha desarrollado páginas web y organizado farsas y actividades en las que a través de la emulación se critica la cultura empresarial imperante.

## Hacktivismo
Algunos de los artistas se consideran hackers, o bien emplean sus técnicas como concepto o contenido de su obra. El código de comportamiento en la comunidad de hackers defiende que hay que compartir información por el bien de todos, y ellos, comprometidos con el progreso, deben crear software de código abierto para permitir el acceso a la información y a los recursos informáticos. Por ejemplo, Cory Arcangel, Knowbotic Research y Critical Art Ensemble, en su proyecto Child as Audience (2001)incluye un CD-ROM con instrucciones para acceder al código de los videojuegos de la Game Boy y modificarlo.  Muchos artistas-hackers desarrollan lo que se conoce como "hacktivismo", una mezcla de hacking y actividad política. Un ejemplo es el trabajo de Cornelia Sollfrank, que colaboró con diversos hackers en su proyecto de arte feminista Female Extension para crear un programa informático que generaba obras de net art mediante el muestreo y la mezcla de páginas web ya existentes. Las obras, un total de doscientas, fueron presentadas a un concurso internacional de net art bajo diferentes alias femeninos con la intención de que la mayoría de participantes fuesen mujeres. El fallo del jurado reconoció a tres ganadores, todos ellos hombres, y entonces Sollfrank reveló su intención.

### Intervenciones en la red y en espacios públicos reales
Para muchos artistas del new media art, Internet no es solo un medio, sino también un foro de libre acceso en el que intervenir artísticamente. Parte del atractivo de este espacio es que se aleja de los conceptos museo-galería y ofrece al artista el acceso a un público más amplio y no tan versado en cuestiones artísticas. En 2000, Michael Daines, intentó vender su cuerpo en eBay anunciándolo dentro de la categoría de esculturas; al considerar el propio cuerpo como objeto escultórico, el proyecto evoca a la obra de Eleanor Antin, Chris Burden, Gilbert&George, y otros artistas de performance que se han valido de sus cuerpos como medio para su obra. Otros artistas de los nuevos medios intervienen en espacios públicos reales. En Pedestrian, por ejemplo, Paul Kaiser y Shelley Eshkar proyectan animaciones generadas por ordenador sobre aceras y plazas urbanas.

### Compupresencia
Desde mediados del siglo XX, la literatura, el cine y el arte han concedido una atención cada vez mayor a la vigilancia y el control. La vigilancia institucional y la vulneración de la privacidad han sido un tema recurrente en la obra de los artistas de las nuevas tecnologías. Demonstrate (2004), de Ken Goldberg, por ejemplo, emplea una cámara de vídeo robotizada y una página interactiva en Internet para permitir al público observar la actividad en la Universidad de California, y más concretamente en Berkeley, donde en los años sesenta se inició el movimiento por la libertad de expresión. La vigilancia ha dejado de ser una mera tecnología de control militar y policial para convertirse en una forma de entretenimiento.

### Iniciativas Independientes
Existe un gran número de artistas que trabajan por libre y mantienen una presencia internacional y un público global sin tener que recurrir a la ayuda de galerías, museos u otras instituciones. Muchos de ellos recelan del mundo artístico, de la comercialización del arte y de la economía de mercado en general. En lugar de comprar y vender, esta comunidad artística prefiere intercambiar gratuitamente las piezas a través de páginas web, listas de correo electrónico, espacios alternativos y otros foros. Esta característica es similar al modo en que se distribuye el software de código abierto.

## Colección y preservación
Pese a la actitud anticomercial de muchos artistas de los nuevos medios y a los obstáculos tecnológicos a que se enfrentan para exhibir su obra en galerías, algunos marchantes han sabido dar cabida a importantes programas de arte de nuevos medios. De entre ellos destacan la galería Bitforms en Nueva York y Seúl, la galería Postmasters, la Sandra Gering Gallery, y el GIMA en Berlín.  Entre las estrategias para la conservación de obras creadas con nuevas tecnologías se encuentra la documentación, los programas de emulación y la recreación.

## Artistas representativos
Los siguientes artistas son representativos del arte de los nuevos medios:
- Janet Cardiff
- Thomas Charvériat
- Brody Condon
- Luc Courchesne
- Ronald Davis
- Heiko Daxl
- Agrícola de Cologne
- DJ Lotu5 (aka Micha Cárdenas)
- David Em
- Furtherfield
- Ken Feingold
- Monika Fleischmann / Wolfgang Strauss
- Ingeborg Fülepp
- Peter Benjamin Graham
- Phil Hansen
- Lynn Hershman
- Rama Hoetzlein
- Perry Hoberman
- G.H. Hovagimyan
- Junichi Kakizaki
- David Karave
- Alejandro Meisel
- Paul Michael Glaser
- KMA
- Knowbotic Research
- Roy LaGrone
- Golan Levin
- Liu Dao
- Rafael Lozano-Hemmer
- Machfeld
- Christian Moeller
- Manfred Mohr
- Miguel Monroy
- Francesco Monico
- Michael Naimark
- Joseph Nechvatal
- Graham Nicholls
- Randall Packer
- Zaven Paré
- Melinda Rackham
- Ken Rinaldo
- Don Ritter
- David Rokeby
- Jason Salavon
- Sonia Landy Sheridan
- Scott Snibbe
- Camille Utterback
- Gillian Wearing
- Oleg Buryan
- Daller Hellsing

## Revistas especializadas
- a mínima
- Archive for Digital Art
- Artnodes
- Neural

## Otras lecturas
- Alonso, Juan (2013). Francisco Tenllado: Fotografia y Arte Digital Latinoamericano. Editorial UMBRELLA. ISBN 9781310428951.
- Ascott, Roy (2003). Telematic Embrace: Visionary Theories of Art, Technology, and Consciousness. Berkeley: University of California Press: Edward A. Shanken. ISBN 978-0520218031.
- Perissinotto, Paula (2002). Internet Art. São Paulo: IMESP. ISBN 85-7060-038-0. Archivado desde el original el 25 de junio de 2008.
- Bourriaud, Nicolas (2002). Relational Aesthetic. Dijon: Les Presses du Réel.
- Buci-Glucksmann, Christine (2004). «L’art à l’époque virtuel».  En L’Harmattan, ed. rontières esthétiques de l’art. Paris: F, Arts 8,.
- Ascott, Roy (2003). Telematic Embrace: Visionary Theories of Art, Technology, and Consciousness. Berkeley: University of California Press: Edward A. Shanken. ISBN 978-0520218031.
- Buci-Glucksmann, Christine (2002). La folie du voir: Une esthétique du virtuel. Galilée.
- Higgins, Dick (1966). Intermedia. Londres: Donna De Salvo.
- Gallo, Rubén (2010). Mexican Modernity: The Avant-Garde and the Technological Revolution. Londres: MIT Press.
- García Morales, Lino (2011). Conservación y Restauración de Arte Digital. Madrid: Universidad Europea de Madrid.
- Gere, Charlie (2002). Digital Culture. Reaktion. ISBN 978-1861891433.
- Gere, Charlie (2006).  Paul Brown, Catherine Mason and Nicholas Lambert, ed. White Heat, Cold Logic: Early British Computer Art. MIT Press/Leonardo Books.
- Giannetti, Claudia (1995). Media Culture. (en espanõl). Barcelona: L’Angelot. ISBN 84-605-4345-5.

- Giannetti, Claudia (2008). El discreto encanto de la tecnología. Artes en España. Badajoz / Madrid: MEIAC / Ministerio de Cultura. ISBN 84-922265-6-0.

- Giannetti, Claudia (ed.) (2014). A Minimal Encyclopedia on Archaeology and Variantology of the Arts and Media. Oldenburg: Edith-Russ-Haus for Media Art. ISBN 978-3-00-046018-0.

- Graham, Philip Mitchell (1990). New Epoch Art, InterACTA: Journal of the Art Teachers Association of Victoria. Parkville, Victoria: ACTA. ISSN 0159-9135.
- Grau, Oliver (2003).  Leonardo Book Series, ed. Virtual Art: From Illusion to Immersion. Cambridge, Massachusetts: The MIT Press/Leonardo Books. ISBN 0-262-07241-6.
- Grau, Oliver (2007). MediaArtHistories. Cambridge, Massachusetts: The MIT Press/Leonardo Books. ISBN 0262072793.
- Hansen, Mark (2004). New Philosophy for New Media. Cambridge: MIT Press.
- Manovich, Lev (2001). The Language of New Media. Cambridge, Masschusetts: MIT Press/Leonardo Books. ISBN 0-262-63255-1.
- Manovich, Lev (octubre de 2002). Leonardo - Volume 35, Number 5 Ten Key Texts on Digital Art: 1970-2000. pp. 567-569.
- Popper, Frank (2007). From Technological to Virtual Art. MIT Press/Leonardo Books.
- Popper, Frank (1997). Art of the Electronic Age. Thames & Hudson.
- «5». The Dilemma of Media Art: Cybernetic Serendipity at the ICA London. Cambridge, Masschusett: MIT Press/Leonardo Journal. 2003. pp. 389-396. Archivado desde el original el 4 de marzo de 2016. Consultado el 19 de mayo de 2022.
- Usselmann, Rainer (2002). About Interface: Actualisation and Totality. University of Southampton.
- Paul, Christiane (2003). Digital Art. World of Art series. London: Thames & Hudson. ISBN 0-500-20367-9.
- Monika Fleischmann, Ulrike Reinhard (2004). netzspannung.org Digital Transformations - Media Art as at the Interface between Art, Science, Economy and Society. ISBN 3-934013-38-4.
- Monika Fleischmann, Wolfgang Strauss (2001).  Fraunhofer IMK 2001, ed. [»CAST01//Living in Mixed Realities« Proceedings of Intl. Conf. On Communication of Art, Science and Technology.]. p. 401. ISSN 1618-1379.
- Commentaries on the New Media Arts Pasadena. California: Umbrella Associates. 1992.
- Shanken, Edward A.. Selected Writings on Art and Technology. Archivado desde el original el 11 de agosto de 2011. Consultado el 21 de abril de 2020.
- Shanken, Edward A. (2009). Art and Electronic Media. Londres: Phaidon. ISBN 9780714847825.
- Ribe, Reena, Mark, Jana. New Media Art.
- Whitelaw, Mitchell. Metacreation: Art and Artificial Life. Cambridge, Massachusetts: The MIT Press. ISBN 0-262-73176-2.
- Wands, Bruce (2006). Art of the Digital Age. Londres: Thames & Hudson. ISBN 0-500-23817-0.
- Youngblood, Gene (1970). Expanded Cinema. Nueva York: E.P. Dutton & Company.

- Datos: Q378604
- Multimedia: New media art / Q378604